# 圣库隆
圣库隆（法語：Saint-Coulomb，法語發音：[sɛ̃ kulɔ̃]）是法国伊勒-维莱讷省的一个市镇，属于圣马洛区。

## 地理
圣库隆（48°40'30"N, 1°54'42"W）面积18.04 平方千米，位于法国布列塔尼大區伊勒-维莱讷省，该省份为法国西北部沿海省份，位于布列塔尼半岛东部，北濒大西洋，西接阿摩尔滨海省和莫尔比昂省，南至大西洋卢瓦尔省，西南端接曼恩-卢瓦尔省，东临马耶讷省，东北与芒什省接壤。
与圣库隆接壤的市镇（或旧市镇、城区）包括：圣马洛、圣梅卢瓦德松德、康卡勒。

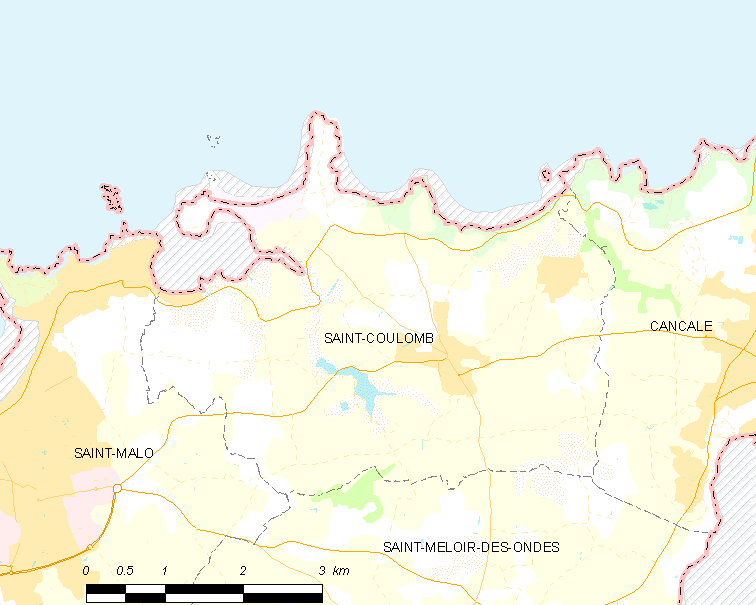
圣库隆的OSM定位图

圣库隆的时区为UTC+01:00、UTC+02:00（夏令时）。

## 行政
圣库隆的邮政编码为35350，INSEE市镇编码为35263。

## 政治
圣库隆所属的省级选区为圣马洛第一县。

## 人口

1962-2008年间圣库隆人口变化图示

圣库隆于2022年1月1日时的人口数量为2970人。